# إدواردو بيترو
إدواردو بيترو (بالإسبانية: Eduardo Simone) هو لاعب اتحاد الرغبي أرجنتيني، ولد في 16 أكتوبر 1974 في بوينس آيرس في الأرجنتين.

## وصلات خارجية
- إدواردو بيترو على موقع دوري الرغبي الممتاز (الإنجليزية)
- إدواردو بيترو عل موقع إسبنسكروم (الإنجليزية)
- إدواردو بيترو على موقع ItsRugby.co.uk (الإنجليزية)